# تیم ملی فوتبال ساحلی ایتالیا
تیم ملی فوتبال ساحلی ایتالیا نمایندهٔ ایتالیا در مسابقات بین‌المللی فوتبال ساحلی و یکی از برترین تیم‌های فوتبال ساحلی جهان است. تیم ملی فوتبال ساحلی ایتالیا در سال‌های ٢٠٠٨، ٢٠١٩ و ٢٠٢۴ نایب قهرمان مسابقات جام‌های جهانی فوتبال ساحلی شده است.